# Emblyna wangi
Emblyna wangi là một loài nhện trong họ Dictynidae.
Loài này thuộc chi Emblyna. Emblyna wangi được miêu tả năm 1986 bởi Da-xiang Song & Zhou.